# Asplenium setoi
Asplenium setoi là một loài dương xỉ trong họ Aspleniaceae. Loài này được N.Murak. & Seriz. mô tả khoa học đầu tiên năm 1999.
Danh pháp khoa học của loài này chưa được làm sáng tỏ. 

## Hình ảnh

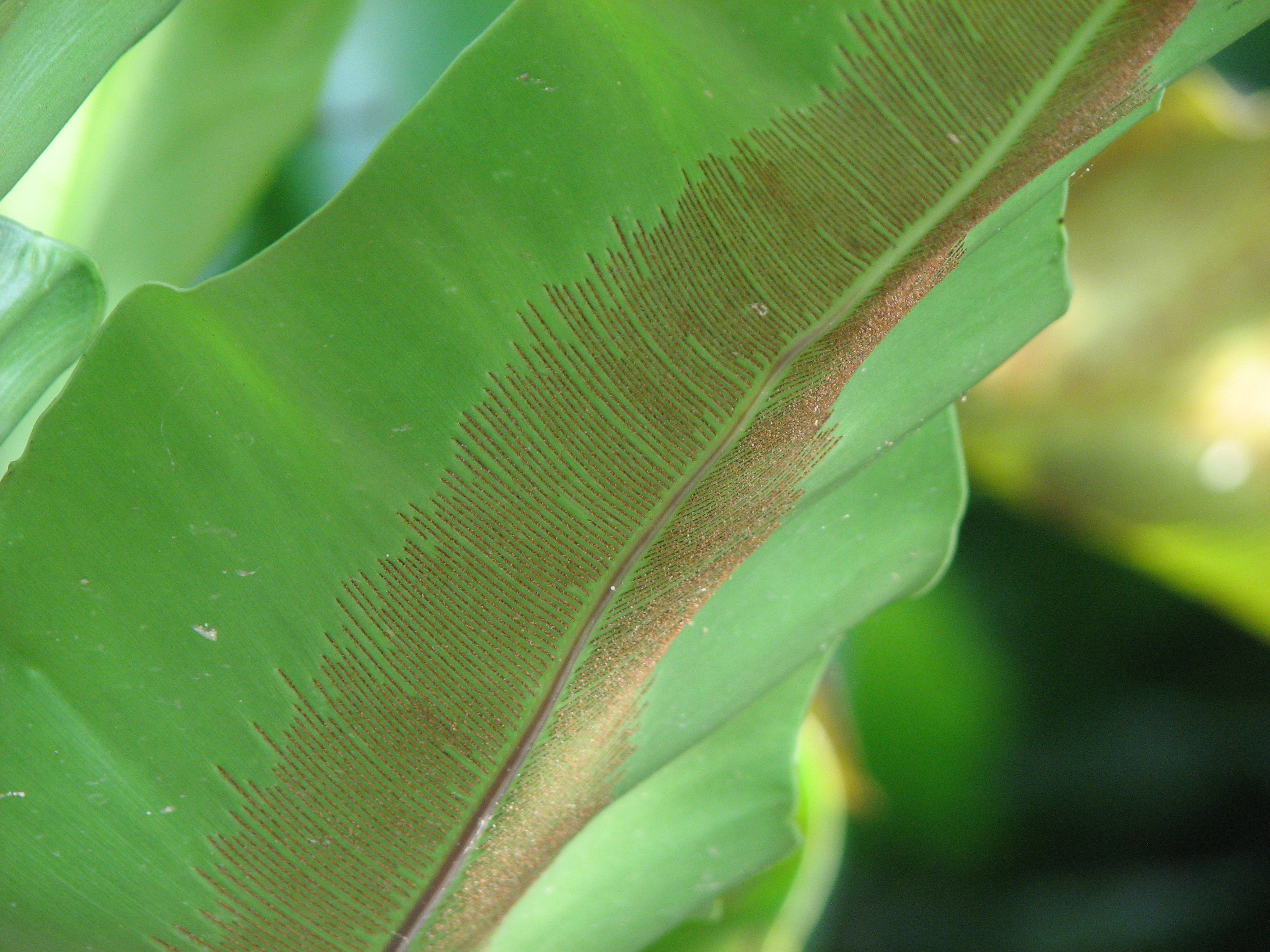